# Aniuar Gedujev
Aniuar Borisovitj Gedujev (ryska: Аниуар Борисович Гедуев), född den 26 januari 1987 i Kabardino-Balkariska ASSR (nu Kabardinien-Balkarien), är en rysk brottare.
Han tog OS-silver i mellanvikt i samband med de olympiska tävlingarna i brottning 2016 i Rio de Janeiro.